# Daniel Larsson (fotbollsspelare)
Daniel Alexander Larsson, född 25 januari 1987 i Domkyrkoförsamlingen i Göteborg, är en svensk före detta fotbollsspelare (anfallare).

## Biografi
Började spela fotboll som femåring i IFK Göteborg men när han var 7 år och hans familj flyttade till Torslanda började han spela i den lokala klubben IK Zenith istället. Han spelade i IK Zenith tills han var 15 år. Han är äldre bror till Antalyaspor-spelaren Sam Larsson.

## Klubbkarriär
2002 värvades Larsson till BK Häcken där han spelade i flera år. 2008 gjorde Daniel Larsson 12 mål för BK Häcken i Superettan och flera allsvenska klubbar, däribland IFK Göteborg, visade intresse för honom. Inför säsongen 2009 värvades han istället till Malmö FF. Första året i Malmö gjorde han 11 mål på 27 matcher, främst tack vare en stark höst. 2010 var han med och tog SM-guld med Malmö, och med ett facit på 10 mål och 10 assist på 29 matcher vann han även den allsvenska assistligan.
Larsson värvades till Real Valladolid vid slutet av den allsvenska säsongen 2012.
I augusti 2020 värvades Larsson av cypriotiska Apollon Limassol, där han skrev på ett ettårskontrakt. I mars 2021 värvades Larsson av Akropolis IF.

## Landslagskarriär
Larsson blev den 14 december 2009 för första gången uttagen till spel i det svenska landslaget i januari 2010 och debuterade i en match mot Oman den 20 januari 2010.